# С2 (Берлин)
С2 је линија берлинског С-воза.
- Бланкенфелде (Blankenfelde) (НВ (DB))
- Малов (Mahlow)
- Лихтенраде (Lichtenrade)
- Шихауњег (Schichauweg)
- Буковер Чаузе (Buckower Chaussee)
- Маринфелде (Marienfelde)
- Атилаштрасе (Attilastraße)
- Пристервег (Priesterweg) (С26)
- Папештрасе (Papestraße) (С4x)
- Јоркштрасе (Yorckstraße) (У7) (С1)
- Аналтер Баноф (Anhalter Bahnhof)
- Потсдамер Плац (Potsdamer Platz) (У2) (С26)
- Унтер ден Линден (Unter den Linden)
- Фридрихштрасе (Friedrichstraße) (У6) (С5) (С7) (С75) (С9) (НВ (DB))
- Ораниенбургер штрасе (Oranienburger Straße)
- Нордбаноф (Nordbahnhof) (С25)
- Хумболтхајн (Humboldthain)
- Гезундбрунен (Gesundbrunnen) (У8) (С25) (С4x)
- Борнолмер Штрасе (Bornholmer Straße) (С1) (С8) (С85)
- Панков (Pankow) (У2)
- Панков-Хајнерздорф (Pankow-Heinersdorf)
- Бланкенбург (Blankenburg) (С8)
- Каров (Karow) (НВ (DB))
- Бух (Buch)
- Рунтгентал (Röntgental)
- Цеперник (Zepernick)
- Бернау-Фриденстал (Bernau-Friedenstal)
- Бернау (Bernau) (НВ (DB))